# K-On!
K-On! (яп. けいおん！, Кей-Он!) — комедійна манґа-йонкома, написана та проілюстрована Kakifly. Публікація манґи почалася в травні 2007 року в журналі Manga Time Kirara видавництва Houbunsha, а починаючи з жовтня 2008 року манґа виходить двічі на місяць в журналі Manga Time Kirara Carat. З 3 квітня по 25 червня 2009 року в Японії проходила трансляція однойменної аніме-адаптації, що була створена студією Kyoto Animation. Аніме-серіал включає в себе два сезони: перший із 12 основних та 1 додаткових серій, та другий, що транслювався по TBS з квітня по вересень 2010 року, що включає 24 епізоди. До нього також вийшло кілька додаткових серій.
Назва манґи та аніме походить від японського слова для позначення легкої музики — кейонґаку. Це слово не слід плутати із західним значенням терміну «Light music» — точнішим перекладом є поп-музика.
З часом у аніме набралося дуже багато фанатів, тому в Японії для них відбулося два концерти: у 2009-му та 2011-му роках. Виступали дівчата, які озвучували головні ролі в аніме, під професійний акомпанемент.

## Сюжет
Розпочавши своє навчання у японській старшій школі, безтурботна Хірасава Юі незабаром постає перед вибором шкільного клубу. Тим часом, рухомі мрією про власний музичний гурт, старшокласниці Тайнака Ріцу та Акіяма Міо, а також Цумуґі Котобукі, намагаються відродити шкільний клуб «Легкої музики». Однак, всі колишні учасники клубу закінчили школу минулого року, але, згідно з правилами школи, в клубі має бути не менше чотирьох людей. Щоб врятувати клуб від закриття, вже зневірившись когось знайти, вони приймають в свій клуб Юі, що не володіє ані навичками гри на музичних інструментах, ані читанням нотного стану. Проте, учасниці клубу не втрачають надії, й ставлять своєю метою до моменту закінчення школи виступити на арені Будокан.

## Персонажі
Прізвища персонажів для манґи та аніме взяті в учасників японських музичних гуртів P-Model та The Pillows. Персонажі, які названі на честь учасників P-Model також займають відповідні місця в клубі.
- Хірасава Юі (яп. 平沢 唯)

Сейю: Акі Тойосакі
Головний персонаж «K-On!», одна із членів клубу «легкої музики». Грає на електрогітарі Heritage Cherry Sunburst Gibson Les Paul Standard. Вона не отримує хороших оцінок у школі (хоча при достатній підготовці здатна досягати високих результатів) та легко відволікається на дрібниці. Юі володіє добродушним та легким характером, але з правильним настроєм із боку оточуючих здатна виявляти високу концентрацію уваги, проте обмежену лише одним предметом за раз. У процесі гри повністю ігнорує інші речі, може навіть забути все, чого навчилася раніше. Любить смачно поїсти. Її прізвище було взяте у гітариста P-Model Сусуму Хірасави.
- Акіяма Міо (яп. 秋山 澪)

Сейю: Йоко Хікаса
Сором'язлива дівчина з клубу «легкої музики», яка грає на бас-гітарі для лівої руки 3-Color Sunburst Fender Precision Bass, в аніме — Fender Jazz Bass. Спочатку хотіла вступити в літературний клуб, але під тиском подруги дитинства Ріцу вступила до клубу «легкої музики». Вона отримує відмінні оцінки в школі та не любить історії зі страшними подробицями. Попри те, що іноді вона буває суворою та вимогливою, її легко збентежити. Вибрала бас-гітару для того, щоб не бути в центрі уваги. Міо є головною вокалісткою у гурті, також пише пісні, що містять іноді дивний текст. Її прізвище було взяте у колишнього бас-гітариста P-Model Кацухіко Акіяма.
- Тайнака Ріцу (яп. 田井中 律)

Сейю: Сатомі Сато
Голова клубу «легкої музики», грає на ударній установці Yamaha HipGig Rick Marotta Signature. Має дивний характер і часто потрапляє в неприємності пов'язані з забуттям важливих речей у діяльності клубу. Весела та життєрадісна дівчина, завжди намагається бути в центрі уваги. Намагається затягнути в K-On! будь-кого, хто зайде до їх приміщення. Також вона завжди є ініціатором будь-яких божевільних ідей. Вона каже, що вибрала гру на ударних, тому що вони «класні» та що у неї проблеми з грою на інструментах, які вимагають складних рухів пальцями. Є подругою дитинства Міо, нерідко дражнить її, коли вона чогось лякається. Має молодшого брата Сатоші. Її прізвище було взяте у колишнього барабанщика P-Model Садатоші Тайнака.
- Цумуґі Котобукі (також «Муґі») (яп. 琴吹 紬)

Сейю: Мінако Котобукі
Добродушна дівчина з багатої сім'ї, в клубі «легкої музики» грає на синтезаторі Korg Triton Extreme 76 Key. Грає на фортепіано з чотирьох років, вигравала в конкурсах з гри на фортепіано. Дочка президента компанії, її сім'я володіє кількома віллами в різних місцях Японії, численними яхтами, також має власного дворецького. Коли Юі купувала свою гітару, Цумуґі шляхом торгів успішно вдалося знизити ціну. Причиною її успіху став факт, що кейрецу її батька володіє тим магазином. Вона часто приносить солодощі в кабінет клубу, принесла чайний сервіз, який зберігає в кабінеті. Спочатку хотіла вступити до хору, але вступила до клубу «легкої музики» після запрошення від Ріцу та Міо. Точніше, після їх веселих переговорів. Її прізвище було взяте у колишнього клавішника P-Model Хікару Котобукі.
- Адзуса Накано (яп. 中野 梓)

Сейю: Аяна Такетацу
Нова учениця, що приєднується до клубу «легкої музики» та грає на гітарі Fender Mustang. Навчається на першому році в одному класі з Юї та володіє досить дивним характером. Адзуса вважає себе початківцем у грі на гітарі, проте грає з четвертого класу, а її батьки працюють у джазовій групі. Її збивають з пантелику чаювання та перевдягання, що проводяться в клубі, їй більше подобається проводити час у репетиціях, хоча вона має схильність до тортиків. Її прізвище було взяте у колишнього бас-гітариста P-Model Теруо Накано.
- Савако Яманака (яп. 山中 さわ子)

Сейю: Асамі Санада
Консультант клубу духових інструментів у школі Юі. Випускниця цієї школи та колишній член клубу «легкої музики», вона не хоче, щоб усі знали про те, що вона грала у хеві-метал гурті. Була змушена стати консультантом клубу «легкої музики» через шантаж Ріцу, після того як дівчата дізналися про її минуле. З цієї пори Савако керує двома клубами одразу, про що йдеться лише в другому сезоні. Ріцу та Юї називають її Сава-чян. Попри поширену в школі думку про неї — добра та розважлива людина — Савако демонструє свій справжній, абсолютно протилежний характер, коли залишається наодинці з клубом «легкої музики». В іншому вона дуже ледачий та безвідповідальний вчитель, який обожнює наряджати клуб «легкої музики» у косплей-костюми, турбуючи Міо. Її прізвище була взяте у Савако Яманака, провідного вокаліста та ритм-гітариста The Pillows.
- Нодока Манабе (яп. 真鍋 和)

Сейю: Фудзіто Тіка
Подруга дитинства Юі, член учнівської ради школи.
- Хірасава Уі (яп. 平沢 憂)

Сейю: Мадока Йонедзава
Молодша сестра Хірасави Юі.
- Тон-чян

Водоплавна черепашка, що живе в клубній кімнаті. Була куплена на гроші від продажу старої гітари Савако.

## Медіа

### Анімаційний фільм
Після закінчення другого сезону аніме 28 вересня 2010 року було оголошено про створення анімаційного фільму «K-On у кіно!». У фільмі розповідається про поїздку дівчат до Британії, де вони збираються відсвяткувати випускний. Під час концерту K-On!! Come With Me!! стало відомо, що фільм вийде у Японії 3 грудня 2011; інформація була підтверджена також і на офіційному сайті аніме 20 лютого 2011 року. Цю оригінальну історію випустила Kyoto Animation, режисер — Наоко Ямада. У фільмі прозвучали дві пісні Ichiban Ippai та Unmei wa Endless у виконанні Акі Тойосакі. Ендінгом стала композиція Singing у виконанні Йоко Хікаси. Фільм вийшов на BD та DVD 18 липня 2012 року.